# پابه‌پای خانواده کارداشیان
پابه‌پای خانواده کارداشیان (به شکل اختصار KUWTK) یک سریال تلویزیون واقع‌نما آمریکایی است که از شبکه کابلی ئی! پخش می‌شود. تمرکز سریال بر روی زندگی شخصی و حرفه‌ای خانواده کارداشیان-جنر است. ایده آغازین سریال توسط رایان سیکرست شکل گرفت و او به شکل همزمان مدیر اجرایی تولید هم بود. پخش ابتدایی سریال در ۱۴ اکتبر ۲۰۰۷ بود. سریال تبدیل به یکی از طولانی‌ترین سریال‌های تلویزیون واقع نما در کشور آمریکا شد. فصل دوازده سریال در ۱ می ۲۰۱۶ پخش شد.
تمرکز سریال به طور عمده بر روی خواهران کیم، کورتنی و کلویی کارداشیان و خواهران ناتنی‌شان کندال و کایلی جنر است. مادر آن‌ها کریس جنر و برادرشان راب کارداشیان نیز در سریال حضور دارند.